# Pezaptera divisa
Pezaptera divisa är en fjärilsart som beskrevs av Walker 1864. Pezaptera divisa ingår i släktet Pezaptera och familjen björnspinnare. Inga underarter finns listade i Catalogue of Life.